# Lars Michaelsen
Lars Michaelsen   (Farum, 13 de març de 1969) és un ciclista danès, ja retirat, que fou professional entre 1994 i 2007.
Els seus principals èxits esportius foren la Gant-Wevelgem de 1995 i una etapa de la Volta a Espanya de 1997. En aquesta mateixa edició va liderar la cursa durant quatre etapes. Durant la seva carrera esportiva va prendre part en quatre edicions dels Jocs Olímpics d'estiu, el 1992, 1996, 2000 i 2004. Una vegada retirat passà a exercir de director esportiu en diferents equips: Saxo-Tinkoff, Astana i NTT Pro Cycling.

## Palmarès
- 1990
  - Vencedor d'una etapa de la Volta a Suècia
- 1991
  - 1r a la París-Tours amateur
- 1994
  - 1r a la París-Bourges
- 1995
  - 1r a la Gant-Wevelgem
- 1997
  - Vencedor d'una etapa de la Volta a Espanya
  - Vencedor d'una etapa de la Volta a Burgos
- 1999
  - Vencedor de 2 etapes de la Trans Canadà
- 2000
  - 1r al Memorial Rik van Steenbergen
  - Vencedor d'una etapa de la Volta a Dinamarca
- 2003
  - Vencedor d'una etapa dels Quatre dies de Dunkerque
  - Vencedor d'una etapa de la Hessen Rundfahrt
- 2005
  - 1r al Tour de Qatar i vencedor d'una etapa
- 2006
  - Vencedor d'una etapa del Tour de Georgia

### Resultats al Tour de França
- 1995. Abandona (3a etapa)
- 1998. Eliminat junt amb tot l'equip Festina (11a etapa)
- 1999. 116è de la classificació general

### Resultats a la Volta a Espanya
- 1997. 71è de la classificació general. Vencedor d'una etapa.  Porta el mallot or durant 4 etapes
- 2001. Abandona (5a etapa)

### Resultats al Giro d'Itàlia
- 2002. 112è de la classificació general